# Certallini
Los certallinos (Certallini) son una tribu de coleópteros crisomeloideos de la  familia Cerambycidae.

## Géneros
Tiene los siguientes géneros:
- Brachytria - Certallum - Hadimus - Obrida - Omophaena - Pempsamacra - Pytheus - Titurius